# Tripospermum
Tripospermum is een geslacht van schimmels dat behoort tot de familie Capnodiaceae. De typesoort is Tripospermum acerinum.

## Soorten
Volgens Index Fungorum telt het geslacht 29 soorten (peildatum januari 2022):
| Soortnaam                   | Auteur(s)                                   | Publicatiejaar |
| --------------------------- | ------------------------------------------- | -------------- |
| Tripospermum acaciae        | G.P. Agarwal & N.D. Sharma                  | 1974           |
| Tripospermum acerinum       | (P. Syd.) P. Syd.                           | 1918           |
| Tripospermum acrobaticum    | F.B. Rocha & R.W. Barreto                   | 2010           |
| Tripospermum buteae         | Rashmi Dubey & Akh.K. Pandey                | 2008           |
| Tripospermum camelopardus   | Ingold, Dann & P.J. McDougall               | 1968           |
| Tripospermum caseariae      | Gadp., C.D. Sharma, D.K. Dwivedi & A.N. Rai | 1995           |
| Tripospermum chiayiense     | Matsush.                                    | 1983           |
| Tripospermum eggelingii     | Hansf.                                      | 1943           |
| Tripospermum fici           | C.D. Sharma, A.N. Rai & K.M. Vyas           | 1996           |
| Tripospermum fructigenum    | (Rabenh. ex Sacc. & Trotter) S. Hughes      | 1951           |
| Tripospermum gardneri       | (Berk.) Speg.                               | 1918           |
| Tripospermum infalcatum     | K. Ando & Tubaki                            | 1984           |
| Tripospermum jasmini        | S.M. Singh                                  | 1972           |
| Tripospermum juglandis      | (Thüm.) Speg.                               | 1918           |
| Tripospermum lamiacearum    | C.D. Sharma, A.N. Rai & K.M. Vyas           | 1996           |
| Tripospermum limneticum     | S.Y. Patil, N.S. Pawar & B.D. Borse         | 2019           |
| Tripospermum lougurense     | Gadp., C.D. Sharma, D.K. Dwivedi & A.N. Rai | 1995           |
| Tripospermum melghatense    | Rashmi Dubey                                | 2016           |
| Tripospermum meliolicola    | Cif.                                        | 1962           |
| Tripospermum myrti          | (Lind) S. Hughes                            | 1951           |
| Tripospermum pes-gallinae   | Cif., Bat. & Nascim.                        | 1956           |
| Tripospermum pinophilum     | (Neger) Borowska                            | 1973           |
| Tripospermum polyalthiae    | T.K. Jana, S.N. Ghosh & A.K. Das            | 2006           |
| Tripospermum porosporiferum | Matsush.                                    | 1993           |
| Tripospermum prolongatum    | R.C. Sinclair & Morgan-Jones                | 1979           |
| Tripospermum sinense        | Ying Huang & Z.F. Yu                        | 2017           |
| Tripospermum solidum        | R.F. Castañeda & W.B. Kendr.                | 1990           |
| Tripospermum triramiferum   | Matsush.                                    | 1975           |
| Tripospermum variabile      | Matsush.                                    | 1980           |